# Copa de baloncesto de Francia 2019-20
La 43.ª edición de la Copa de baloncesto de Francia (en francés Coupe de France y también conocida como  Trophée Robert Busnel en memoria de Robert Busnel, baloncestista francés fallecido en 1991) es una competición organizada por la Federación francesa de baloncesto que se celebra desde el 17 de septiembre de 2019 hasta el 25 de abril de 2020, en la que participan equipos profesionales y aficionados en un sistema de eliminatoria directa. La final se jugará en el AccorHotels Arena de París.

## Calendario
| Ronda | Denominación            | Fecha                            | Participantes                                                                                           |
| 1     | Ronda preliminar        | Martes 17 de septiembre de 2019  | 8 equipos de Jeep Élite                                                                                 |
| 1     | 64avos de final         | Martes 17 de septiembre de 2019  | 4 equipos de Jeep Élite 18 equipos de Pro B 27 equipos de NM1 (excepto CFBB) 3 equipos del Trophée 2018 |
| 2     | 32avos de final         | Miércoles 16 de octubre de 2019  | 6 equipos de Jeep Élite 26 equipos clasificados de la ronda anterior                                    |
| 3     | 16avos de final         | Miércoles 6 de noviembre de 2019 | 16 equipos clasificados de la ronda anterior                                                            |
| 4     | 8avos de final          | Miércoles 22 de enero de 2020    | 8 equipos clasificados de la ronda anterior                                                             |
| 5     | Top 8 Cuartos de final  | Sábado 21 de marzo de 2020       | 4 equipos clasificados de la ronda preliminar 4 equipos clasificados de la ronda anterior               |
| 6     | Top 8 Semifinales       | Domingo 22 de marzo de 2020      | 4 equipos clasificados de la ronda anterior                                                             |
| 7     | Final AccorHotels Arena | Sábado 25 de abril de 2020       | 2 equipos clasificados de la ronda anterior                                                             |

## Ronda preliminar
Esta ronda se disputó el 17 de septiembre de 2019, entre los ocho participantes en los playoffs de Pro A de la temporada anterior. Los vencedores se clasificaron directamente para cuartos de final.
| 17 de septiembre de 2019 | SIG Strasbourg (Jeep Élite)           | 80–75   | ASVEL Lyon-Villeurbanne (Jeep Élite) |                                                                  |  |
|                          | Parciales: 16-11, 16-15, 19-22, 29-27 |         |                                      |                                                                  |  |
|                          |                                       | Reporte |                                      | Pabellón: Rhénus Sport, Strasbourg Asistencia: 4307 espectadores |  |

| 17 de septiembre de 2019 | Limoges CSP (Jeep Élite)              | 98–95   | EB Pau-Lacq-Orthez (Jeep Élite) |                                                                                 |  |
|                          | Parciales: 24-28, 29-19, 20-18, 25-30 |         |                                 |                                                                                 |  |
|                          |                                       | Reporte |                                 | Pabellón: Palais des sports de Beaublanc, Limoges Asistencia: 4029 espectadores |  |

| 17 de septiembre de 2019 | JDA Dijon (Jeep Élite)                | 97–79   | Nanterre 92 (Jeep Élite) |                                                                                       |  |
|                          | Parciales: 21-35, 31-14, 27-11, 18-19 |         |                          |                                                                                       |  |
|                          |                                       | Reporte |                          | Pabellón: Palais des sports Jean-Michel-Geoffroy, Dijon Asistencia: 3000 espectadores |  |

| 17 de septiembre de 2019 | Le Mans SB (Jeep Élite)               | 78–87   | AS Monaco (Jeep Élite) |                                                          |  |
|                          | Parciales: 15-35, 20-20, 20-12, 23-20 |         |                        |                                                          |  |
|                          |                                       | Reporte |                        | Pabellón: Antarès, Le Mans Asistencia: 3500 espectadores |  |

## 64avos de final
Esta ronda se disputó entre el 10 y el 17 de septiembre de 2019. El sorteo de esta ronda se celebró el 6 de agosto por la FFBB.
| 10 de septiembre de 2019 | Cergy-Pontoise BB (NM2)             | 61–54   | CEP Lorient (NM1) |                                                                              |  |
|                          | Parciales: 23-12, 8-15, 16-8, 14-19 |         |                   |                                                                              |  |
|                          |                                     | Rapport |                   | Pabellón: Complexe Sportif des Maradas, Pontoise Asistencia: 50 espectadores |  |

| 14 de septiembre de 2019 | Saint-Quentin BB (Pro B)             | 59–60   | Caen Basket Calvados (NM1) |                                                                                       |  |
|                          | Parciales: 11-20, 19-20, 17-13, 12-7 |         |                            |                                                                                       |  |
|                          |                                      | Rapport |                            | Pabellón: Palais des Sports Pierre Ratte, Saint-Quentin Asistencia: 1500 espectadores |  |

| 14 de septiembre de 2019 | SO Pont-de-Chéruy CC (NM1)           | 63–69   | US Avignon-Le Pontet (NM1) |                                                                       |  |
|                          | Parciales: 12-19, 16-20, 21-8, 14-22 |         |                            |                                                                       |  |
|                          |                                      | Rapport |                            | Pabellón: Salle Stéphane, Pont-de-Chéruy Asistencia: 200 espectadores |  |

| 15 de septiembre de 2019 | ALSB Andrézieux-Bouthéon (NM1)        | 59–73   | Olympique d'Antibes (Pro B) |                                                                               |  |
|                          | Parciales: 15-16, 14-19, 20-18, 10-20 |         |                             |                                                                               |  |
|                          |                                       | Rapport |                             | Pabellón: Palais des Sports, Andrézieux-Bouthéon Asistencia: 356 espectadores |  |

| 16 de septiembre de 2019 | Stade de Vanves Basket (NM1)          | 74–93   | Cholet Basket (Jeep Élite) |                                                                  |  |
|                          | Parciales: 19-24, 18-24, 19-22, 18-23 |         |                            |                                                                  |  |
|                          |                                       | Rapport |                            | Pabellón: Salle André Roche, Vanves Asistencia: 225 espectadores |  |

| 16 de septiembre de 2019 | Saint-Vallier BD (NM1)                | 82–79               | Aix-Maurienne SB (Pro B) |                                                                               |  |
|                          | Parciales: 25-21, 20-16, 14-26, 23-16 |                     |                          |                                                                               |  |
|                          |                                       | Rapport Le Dauphiné |                          | Pabellón: Complexe des Deux Rives, Saint-Vallier Asistencia: 500 espectadores |  |

| 17 de septiembre de 2019 | BC Gries Oberhoffen (Pro B)           | 93–84   | Lille MBC (Pro B) |                                                                     |  |
|                          | Parciales: 22-24, 30-21, 20-24, 21-15 |         |                   |                                                                     |  |
|                          |                                       | Rapport |                   | Pabellón: Espace Sport La Forêt, Gries Asistencia: 500 espectadores |  |

| 17 de septiembre de 2019 | BC Orchies (NM1)                     | 59–66   | AS Denain-Voltaire (Pro B) |                                                                   |  |
|                          | Parciales: 19-19, 12-18, 16-9, 12-20 |         |                            |                                                                   |  |
|                          |                                      | Rapport |                            | Pabellón: Davo Pévèle Arena, Orchies Asistencia: 876 espectadores |  |

| 17 de septiembre de 2019 | Besançon AC (NM1)                     | 93–103  | Mulhouse-Pfastatt Basket (NM1) |                                                                          |  |
|                          | Parciales: 17-17, 28-37, 27-26, 21-23 |         |                                |                                                                          |  |
|                          |                                       | Rapport |                                | Pabellón: Gymnase des Montboucons, Besançon Asistencia: 500 espectadores |  |

| 17 de septiembre de 2019 | AS Kaysersberg Ammerschwihr (NM1)     | 65–100  | SLUC Nancy (Pro B) |                                                                       |  |
|                          | Parciales: 16-22, 17-25, 14-29, 18-24 |         |                    |                                                                       |  |
|                          |                                       | Rapport |                    | Pabellón: Salle Théo-Faller, Kaysersberg Asistencia: 300 espectadores |  |

| 17 de septiembre de 2019 | SOMB Boulogne (NM1)                   | 69–82   | ESSM Le Portel (Jeep Élite) |                                                         |  |
|                          | Parciales: 18-25, 16-20, 18-21, 17-16 |         |                             |                                                         |  |
|                          |                                       | Rapport |                             | Pabellón: Palais des sports Damrémont, Boulogne-sur-Mer |  |

| 17 de septiembre de 2019 | GET Vosges (NM1)                      | 75–79   | BC Souffelweyersheim (Pro B) |                                     |  |
|                          | Parciales: 15-20, 11-23, 25-23, 24-13 |         |                              |                                     |  |
|                          |                                       | Rapport |                              | Pabellón: Palais des Sports, Épinal |  |

| 17 de septiembre de 2019 | Aurore de Vitré (NM1)                | 79–71   | Rueil AC (NM1) |                                                                     |  |
|                          | Parciales: 19-27, 23-20, 19-8, 18-16 |         |                |                                                                     |  |
|                          |                                      | Rapport |                | Pabellón: Salle de la Poultière, Vitré Asistencia: 800 espectadores |  |

| 17 de septiembre de 2019 | STB Le Havre (NM1)                    | 84–88   | Rouen MB (Pro B) |                                                                         |  |
|                          | Parciales: 21-24, 20-26, 19-20, 24-18 |         |                  |                                                                         |  |
|                          |                                       | Rapport |                  | Pabellón: Salle des Docks Océane, Le Havre Asistencia: 900 espectadores |  |

| 17 de septiembre de 2019 | ALM Évreux Basket (Pro B)             | 84–96   | UJAP Quimper (Pro B) |                                                                  |  |
|                          | Parciales: 23-23, 23-18, 18-29, 20-26 |         |                      |                                                                  |  |
|                          |                                       | Rapport |                      | Pabellón: Centre Omnisports, Évreux Asistencia: 500 espectadores |  |

| 17 de septiembre de 2019 | Vendée Challans Basket (NM1)         | 74–80   | Paris Basketball (Pro B) |                                                                         |  |
|                          | Parciales: 25-21, 19-17, 8-25, 22-17 |         |                          |                                                                         |  |
|                          |                                      | Rapport |                          | Pabellón: Salle Michel-Vrignaud, Challans Asistencia: 1100 espectadores |  |

| 17 de septiembre de 2019 | ADA Blois (Pro B)                     | 71–74   | Poitiers Basket 86 (Pro B) |                                                                      |  |
|                          | Parciales: 16-21, 18-15, 16-22, 21-16 |         |                            |                                                                      |  |
|                          |                                       | Rapport |                            | Pabellón: Salle du Jeu de Paume, Blois Asistencia: 1607 espectadores |  |

| 17 de septiembre de 2019 | JSA Bordeaux Métropole (NM1)          | 67–75   | Nantes Basket Hermine (Pro B) |                                                                     |  |
|                          | Parciales: 17-26, 12-13, 18-14, 20-22 |         |                               |                                                                     |  |
|                          |                                       | Rapport |                               | Pabellón: Palais des Sports, Bordeaux Asistencia: 1500 espectadores |  |

| 17 de septiembre de 2019 | Dax Gamarde basket 40 (NM1)           | 74–83   | Union Tarbes-Lourdes PB (NM1) |                                                                 |  |
|                          | Parciales: 27-28, 17-19, 18-19, 12-17 |         |                               |                                                                 |  |
|                          |                                       | Rapport |                               | Pabellón: Salle Maurice-Boyau, Dax Asistencia: 350 espectadores |  |

| 17 de septiembre de 2019 | Étoile Angers Basket (NM1)            | 81–66   | C' Chartres BM (NM1) |                                                                 |  |
|                          | Parciales: 24-13, 15-20, 18-21, 24-12 |         |                      |                                                                 |  |
|                          |                                       | Rapport |                      | Pabellón: Salle Jean-Bouin, Angers Asistencia: 100 espectadores |  |

| 17 de septiembre de 2019 | Stade rochelais Rupella (NM1)         | 63–67   | Union Tours BM (NM1) |                                                                         |  |
|                          | Parciales: 16-13, 13-15, 12-19, 22-20 |         |                      |                                                                         |  |
|                          |                                       | Rapport |                      | Pabellón: Salle Gaston-Neveur, La Rochelle Asistencia: 702 espectadores |  |

| 17 de septiembre de 2019 | Toulouse BC (NM1) | 77–98   | Orléans LB (Jeep Élite) |                                             |  |
|                          |                   |         |                         |                                             |  |
|                          |                   | Rapport |                         | Pabellón: Petit palais des Sports, Toulouse |  |

| 17 de septiembre de 2019 | BC Montbrison (NM2)                   | 71–102  | Chorale Roanne Basket (Jeep Élite) |                                                                   |  |
|                          | Parciales: 27-30, 10-23, 11-29, 23-20 |         |                                    |                                                                   |  |
|                          |                                       | Rapport |                                    | Pabellón: Gymnase Dubruc, Montbrison Asistencia: 500 espectadores |  |

| 17 de septiembre de 2019 | Saint-Chamond Basket (Pro B)          | 81–73   | JA Vichy-Clermont (Pro B) |                                                                             |  |
|                          | Parciales: 24-25, 14-13, 26-14, 17-21 |         |                           |                                                                             |  |
|                          |                                       | Rapport |                           | Pabellón: Halle André Boulloche, Saint-Chamond Asistencia: 400 espectadores |  |

| 17 de septiembre de 2019 | Feurs EF (NM1)                        | 68–98   | Fos Provence Basket (Pro B) |                                                                      |  |
|                          | Parciales: 21-24, 18-29, 15-24, 14-21 |         |                             |                                                                      |  |
|                          |                                       | Rapport |                             | Pabellón: Forezium André-Delorme, Feurs Asistencia: 302 espectadores |  |

| 17 de septiembre de 2019 | AC Golfe-Juan-Vallauris (NM2) | 20–0 (forfait) | La Charité Basket 58 (NM1) |                                               |
|                          |                               |                |                            |                                               |
|                          |                               |                |                            | Pabellón: Gymnase Jacques Allinéi, Golfe-Juan |

## 32avos de final
Seis equipos de la Jeep Élite se incorporaron a la competición en esta fase. Se disputó entre el 8 y el 16 de octubre. El sorteo fue efectuado el 24 de septiembre por la FFBB.
| 8 de octubre | Champagne Châlons Reims (Jeep Élite)  | 81–72   | ESSM Le Portel (Jeep Élite) | |  |
|              | Parciales: 25-21, 23-19, 14-18, 19-14 |         |                             | |  |
|              |                                       | Rapport |                             | Pabellón: Palais des sports Pierre de Coubertin, Châlons-en-Champagne Asistencia: 900 espectadores |  |

| 14 de octubre | Mulhouse-Pfastatt Basket (NM1)        | 66–99   | BCM Gravelines Dunkerque (Jeep Élite) |                                                                    |  |
|               | Parciales: 15-31, 11-27, 18-27, 22-14 |         |                                       |                                                                    |  |
|               |                                       | Rapport |                                       | Pabellón: Palais des sports, Mulhouse Asistencia: 800 espectadores |  |

| 15 de octubre | BC Souffelweyersheim (Pro B)          | 56–76   | SLUC Nancy (Pro B) |                                                     |  |
|               | Parciales: 13-24, 18-16, 11-22, 14-14 |         |                    |                                                     |  |
|               |                                       | Rapport |                    | Pabellón: Salle des Sept Arpents, Souffelweyersheim |  |

| 15 de octubre | AS Denain-Voltaire (Pro B)          | 83–55   | BC Gries Oberhoffen (Pro B) |                                                                  |  |
|               | Parciales: 32-4, 22-18, 5-19, 24-14 |         |                             |                                                                  |  |
|               |                                     | Rapport |                             | Pabellón: Salle Jean-Degros, Denain Asistencia: 893 espectadores |  |

| 15 de octubre | Cergy-Pontoise BB (NM2)             | 46–75   | UJAP Quimper (Pro B) |                                                  |  |
|               | Parciales: 8-25, 8-19, 12-10, 18-21 |         |                      |                                                  |  |
|               |                                     | Rapport |                      | Pabellón: Complexe sportif des Maradas, Pontoise |  |

| 15 de octubre | Paris Basketball (Pro B)              | 76–83   | Metropolitans 92 (Jeep Élite) |                                                                         |  |
|               | Parciales: 21-26, 24-18, 16-19, 15-20 |         |                               |                                                                         |  |
|               |                                       | Rapport |                               | Pabellón: Halle Georges-Carpentier, Paris Asistencia: 1500 espectadores |  |

| 15 de octubre | Caen Basket Calvados (NM1)            | 60–65   | Aurore de Vitré (NM1) |                                                                 |  |
|               | Parciales: 16-14, 18-13, 12-11, 14-27 |         |                       |                                                                 |  |
|               |                                       | Rapport |                       | Pabellón: Palais des sports, Caen Asistencia: 1500 espectadores |  |

| 15 de octubre | Union Tarbes-Lourdes PB (NM1)        | 48–90   | Orléans LB (Jeep Élite) |                                                        |  |
|               | Parciales: 20-29, 12-24, 6-22, 10-15 |         |                         |                                                        |  |
|               |                                      | Rapport |                         | Pabellón: Palais des sports du quai de l'Adour, Tarbes |  |

| 15 de octubre | Union Tours BM (NM1)                  | 83–70   | Poitiers Basket 86 (Pro B) |                                                                |  |
|               | Parciales: 25-15, 23-10, 17-23, 18-22 |         |                            |                                                                |  |
|               |                                       | Rapport |                            | Pabellón: Halle Monconseil, Tours Asistencia: 650 espectadores |  |

| 15 de octubre | Étoile Angers Basket (NM1)            | 76–93   | Boulazac Basket Dordogne (Jeep Élite) |                                                                  |  |
|               | Parciales: 22-25, 23-26, 15-21, 16-21 |         |                                       |                                                                  |  |
|               |                                       | Rapport |                                       | Pabellón: Salle Jean-Bouin, Angers Asistencia: 1000 espectadores |  |

| 15 de octubre | Olympique d'Antibes (Pro B)          | 69–72   | Chorale Roanne Basket (Jeep Élite) |                               |  |
|               | Parciales: 20-8, 20-19, 10-15, 19-30 |         |                                    |                               |  |
|               |                                      | Rapport |                                    | Pabellón: Azur Arena, Antibes |  |

| 15 de octubre | Fos Provence Basket (Pro B)           | 83–60   | Saint-Chamond Basket (Pro B) |                                                                                |  |
|               | Parciales: 19-23, 17-12, 23-10, 23-15 |         |                              |                                                                                |  |
|               |                                       | Rapport |                              | Pabellón: Halle des sports Parsemain, Fos-sur-Mer Asistencia: 486 espectadores |  |

| 15 de octubre | AC Golfe-Juan-Vallauris (NM2) | 20–0 (forfait) | US Avignon-Le Pontet (NM1) |  |  |
|               |                               |                |                            |  |  |
|               |                               |                |                            |  |  |

| 15 de octubre | Rouen MB (Pro B)                                  | 74–83   | Cholet Basket (Jeep Élite) |                                                          |  |
|               | Parciales: 24-17, 12-13, 7-17, 26-22 (T.E.: 5-14) |         |                            |                                                          |  |
|               |                                                   | Rapport |                            | Pabellón: Kindarena, Rouen Asistencia: 2500 espectadores |  |

| 22 de octubre | Nantes Basket Hermine (Pro B) | 70–60   | Élan sportif chalonnais (Jeep Élite) |  |
|               |                               |         |                                      |  |
|               |                               | à venir |                                      |  |

| 29 de octubre | Aix Maurienne Savoie Basket (Pro B)   | 85–87   | JL Bourg-en-Bresse (Jeep Élite) |                                                                      |  |
|               | Parciales: 24-25, 23-17, 16-23, 22-22 |         |                                 |                                                                      |  |
|               |                                       | Rapport |                                 | Pabellón: Halle Marlioz, Aix-les-Bains Asistencia: 1000 espectadores |  |

## 16avos de final
Esta ronda se disputó entre el 5 y el 19 de noviembre. El sorteo se celebró el 17 de octubre en la FFBB.
| 5 de noviembre | Fos Provence Basket (Pro B)           | 81–87   | SLUC Nancy (Pro B) |                                                                                |  |
|                | Parciales: 22-24, 22-25, 20-22, 17-16 |         |                    |                                                                                |  |
|                |                                       | Rapport |                    | Pabellón: Halle des sports Parsemain, Fos-sur-Mer Asistencia: 487 espectadores |  |

| 5 de noviembre | Chorale Roanne Basket (Jeep Élite)    | 82–83   | Boulazac Basket Dordogne (Jeep Élite) |                                                                        |  |
|                | Parciales: 19-17, 18-23, 22-20, 23-23 |         |                                       |                                                                        |  |
|                |                                       | Rapport |                                       | Pabellón: Halle André-Vacheresse, Roanne Asistencia: 1317 espectadores |  |

| 5 de noviembre | Champagne Châlons Reims (Jeep Élite)  | 94–90   | BCM Gravelines Dunkerque (Jeep Élite) |                                                                                        |  |
|                | Parciales: 24-22, 27-26, 17-20, 26-22 |         |                                       |                                                                                        |  |
|                |                                       | Rapport |                                       | Pabellón: Palais des sports Coubertin, Châlons-en-Champagne Asistencia: 8 espectadores |  |

| 5 de noviembre | Orléans LB (Jeep Élite)               | 81–82   | Metropolitans 92 (Jeep Élite) |                                                                    |  |
|                | Parciales: 20-22, 22-19, 18-23, 21-18 |         |                               |                                                                    |  |
|                |                                       | Rapport |                               | Pabellón: Palais des sports, Orléans Asistencia: 1621 espectadores |  |

| 6 de noviembre | JL Bourg-en-Bresse (Jeep Élite)       | 95–88   | Cholet Basket (Jeep Élite) |                                   |  |
|                | Parciales: 23-29, 18-27, 28-14, 26-18 |         |                            |                                   |  |
|                |                                       | Rapport |                            | Pabellón: Ekinox, Bourg-en-Bresse |  |

| 6 de noviembre | AC Golfe-Juan-Vallauris (NM2)         | 94–90   | UJAP Quimper (Pro B) |                                                                   |  |
|                | Parciales: 21-15, 22-22, 26-24, 25-29 |         |                      |                                                                   |  |
|                |                                       | Rapport |                      | Pabellón: Gymnase Allinéi, Golfe-Juan Asistencia: 47 espectadores |  |

| 19 de noviembre | Aurore de Vitré (NM1)                | 73–88   | AS Denain-Voltaire (Pro B) |                                                                      |  |
|                 | Parciales: 18-24, 7-19, 22-28, 26-17 |         |                            |                                                                      |  |
|                 |                                      | Rapport |                            | Pabellón: Salle de la Poultière, Vitré Asistencia: 1000 espectadores |  |

| 19 de noviembre | Union Tours BM (NM1)                  | 59–65   | Nantes Basket Hermine (Pro B) |                                   |  |
|                 | Parciales: 22-20, 11-11, 13-22, 13-12 |         |                               |                                   |  |
|                 |                                       | Rapport |                               | Pabellón: Halle Monconseil, Tours |  |

## Octavos de final
Esta ronda se disputó el 22 y 29 de enero de 2020. El sorteo se celebró el 20 de noviembre.
| 22 de enero | AC Golfe-Juan-Vallauris (NM2)                              | 60–80                | Nantes Basket Hermine (Pro B)                                              |                                       |  |
|             | Parciales: 21-20, 10-27, 13-22, 16-11                      |                      |                                                                            |                                       |  |
|             | Estadísticas Diego Vebobe 16 Leo Maginot 9 Axel Trifogli 5 | Reporte Pts Reb Asts | Estadísticas T. Smith, R. Rougeau 16 Maodo Nguirane 10 Mourad El Mabrouk 4 | Pabellón: Gymnase Allinéi, Golfe-Juan |  |

| 22 de enero | AS Denain-Voltaire (Pro B)                                         | 74–95                | Champagne Châlons Reims (Jeep Élite)                                      |                                     |  |
|             | Parciales: 15-29, 20-25, 22-13, 17-28                              |                      |                                                                           |                                     |  |
|             | Estadísticas Jean-Philippe Dally 15 Shawn King 11 Marquis Wright 6 | Reporte Pts Reb Asts | Estadísticas Jimmy Baron 18 Jean Baptiste Maille 8 Jean Baptiste Maille 9 | Pabellón: Salle Jean Degros, Denain |  |

| 22 de enero | SLUC Nancy (Pro B)                                                       | 67–69                | Boulazac Basket Dordogne (Jeep Élite)                          |                                                |  |
|             | Parciales: 12-14, 17-23, 23-20, 15-12                                    |                      |                                                                |                                                |  |
|             | Estadísticas Enzo Goudou-Sinha 15 Williams Narace 11 Meredis Houmounou 6 | Reporte Pts Reb Asts | Estadísticas Kevin Harley 27 Franklin Hassell 12 Kyle Gibson 4 | Pabellón: Palais des sports Jean-Weille, Nancy |  |

| 29 de enero | Metropolitans 92 (Jeep Élite)                                    | 102–96       | JL Bourg-en-Bresse (Jeep Élite)                                       |                                                                                           |  |
|             | Parciales: 18-19, 21-21, 25-29, 18-13 (T.E.: 20-14)              |              |                                                                       |                                                                                           |  |
|             | Estadísticas Bastien Pinault 23 Vitalis Chikoko 10 Donta Smith 8 | Pts Reb Asts | Estadísticas Danilo Anđušić 25 Pelos, Carmichael 7 Anđušić, Carapic 4 | Pabellón: Palais des sports Marcel-Cerdan, Levallois-Perret Asistencia: 1800 espectadores |  |

## Cuartos de final
Los cuartos de final se iban a disputar el 21 de marzo de 2020. Finalmente fueron suspendidos por la pandemia del coronavirus.